# Caballería ligera (Suppé)
Caballería ligera (en alemán, Leichte Kavallerie) es una opereta en dos actos compuesta por Franz von Suppé, con libreto de Karl Costa. Fue representada por primera vez el 21 de marzo de 1866 en el Carltheater de Viena.
La ópera está ambientada en el siglo XVIII en medio de las intrigas de la corte del barón von Bredereck y su amante la condesa Ilonka Csikos, cuya compañía de ballet es denominada como «caballería ligera».
Aunque la opereta permanece en una relativa oscuridad, la obertura de la Caballería ligera es una de las obras más conocidas de Von Suppé.

## Personajes
| Papel                      | Tesitura     |
| -------------------------- | ------------ |
| Bums, el mayor             | bajo         |
| Apollonia, su mujer        | contralto    |
| Jimber Pankraz, un tendero | hablado      |
| Eulalia, su mujer          | mezzosoprano |
| Weissling, el panadero     | hablado      |
| Dorothea, su hija          | soprano      |
| Kitt, un vidriero          | hablado      |
| Regina, su hija            | soprano      |
| Vilma, una huérfana        | soprano      |
| Hermann, amante de Vilma   | tenor        |
| Janos, un húsar            | bajo         |
| Stefan, un húsar           |              |
| Carol, un húsar            |              |